# SS Norge
El SS Norge fue un transatlántico botado en 1881 en Escocia y hundido en 1904 frente a Rockall con gran pérdida de vidas. Su último viaje fue desde Copenhague, Kristiania y Kristiansand, con destino a Nueva York, llevando pasajeros, muchos de los cuales eran emigrantes. Fue el mayor desastre marítimo civil en el océano Atlántico hasta el hundimiento del Titanic ocho años después. Sigue siendo la mayor pérdida de vidas de un buque mercante danés. Su pecio fue encontrado en las proximidades de Rockall en julio de 2003 a 65 metros de profundidad.

## Historia
El astillero Alexander Stephen and Sons, de Linthouse, Glasgow, construyó el barco en 1881 con el nombre Pieter de Coninck para la compañía belga Theodore C. Engels & Co, de Amberes. Tenía 3359 toneladas de arqueo y 3700 toneladas de peso muerto, y su motor de 1400 CV le daba una velocidad de 10 nudos (19 km/h). Podía transportar un máximo de 800 pasajeros.
En 1889 se vendió a la compañía danesa A/S Dampskibs-selskabet Thingvalla para su servicio Stettin-Copenhague-Kristiania-Kristiansand-Nueva York y se rebautizó con el nombre de Norge. El 20 de agosto de 1898, el Norge colisionó con el bergantín pesquero francés La Coquette en medio de la niebla. La Coquette se partió en dos y se hundió, y 16 de los 25 tripulantes a bordo se ahogaron. Tras las dificultades financieras, Thingvalla fue adquirida en 1898 por Det Forenede Dampskibs-Selskab (DFDS), de Copenhague, que cubría la ruta como "Línea Escandinavia-América". Para entonces, la capacidad del Norge era de 1100 pasajeros; 50 de primera clase, 150 de segunda y 900 de tercera.

### Último viaje
El 22 de junio de 1904, el Norge partió de Copenhague bajo el mando del capitán Valdemar Johannes Gundel. Tras recoger a emigrantes noruegos en Kristiania y Kristiansand, el barco puso rumbo al océano Atlántico, viajando por el norte de Escocia hasta Nueva York. Llevaba una tripulación de 68 personas y 727 pasajeros. Entre los pasajeros de la tripulación había 296 noruegos, 236 rusos, 79 daneses, 68 suecos y 15 finlandeses. La mitad de los pasajeros de la clase turista tenían billetes prepagados, pagados por familiares que vivían en Estados Unidos.
El 28 de junio, el Norge encalló en Hasselwood Rock, en una zona de escollos conocida como Helen's Reef, cerca de Rockall, en medio de la niebla. El barco se apartó de la roca al cabo de unos minutos, pero la colisión había abierto agujeros en el casco y el agua empezó a entrar en la bodega. La tripulación del Norge comenzó a bajar los botes salvavidas, pero los dos primeros fueron destruidos por las olas. De los ocho botes salvavidas que había a bordo, sólo cinco fueron lanzados con éxito. Muchos pasajeros saltaron por la borda y se ahogaron. El Norge se hundió doce minutos después de la colisión. El capitán Gundal permaneció en el barco mientras se hundía, pero consiguió nadar hasta uno de los botes salvavidas.
Según el exhaustivo relato del autor Per Kristian Sebak, más de 635 personas murieron durante el hundimiento, entre ellas 225 noruegos. Los primeros supervivientes rescatados, un grupo de 26, fueron encontrados por el arrastrero Sylvia de Grimsby. Treinta y dos más fueron recogidos por el vapor británico Cervonax y setenta, incluido el capitán Gundal, por el vapor alemán Energie. Algunos de los 160 supervivientes pasaron hasta ocho días en botes salvavidas antes de ser rescatados. Varias personas más murieron en los días siguientes al rescate, como consecuencia de su exposición a los elementos y de la ingestión de agua salada. Entre los supervivientes estaba el poeta Herman Wildenvey.